# Parti ouvrier (Argentine)
Pour les articles homonymes, voir Parti ouvrier.
Le Parti ouvrier (PO), appelé entre 1964 et 1983 Política Obrera (Politique Ouvrière), est un parti politique argentin d'orientation trotskyste. Il constitue la section argentine de la Coordination pour la Refondation de la Quatrième Internationale (CRQI). Il est un des partis qui constitue actuellement le Front de Gauche et des Travailleurs - Unifié, avec le Parti des Travailleurs Socialistes, la Gauche Socialiste et le Mouvement Socialiste des Travailleurs.

## Organisation

### Financement
Le Parti est intégralement financé par l'apport de ses militants et sympathisants. Par son caractère classiste[réf. nécessaire], il ne reçoit d'argent d'aucune organisation - privée ou publique - qui pourrait conditionner son action politique. Chaque militant peut sous condition apporter à l'organisation une somme approchant 5% de ses revenus, et les militants qui accèdent à des charges électives doivent garder de leurs salaire l'équivalent d'un salaire ouvrier de base, alors que le reste est destiné à soutenir les finances du parti.

### Groupements
Le Parti Ouvrier est composé par des militants de tout le pays, et il organise divers groupements, pour les travailleurs et les chômeurs (Polo Obrero / Pôle Ouvrier, et divers groupements syndicaux), les professeurs (Tribuna Docente / Tribune des Professeurs), et la jeunesse (Union des Jeunes pour le Socialisme). Il peut compter en plus sur des noyau de professionnels (Asociación de Profesionales en Lucha / Association de Professionnelles en Lutte, Apel), de cinéastes (Ojo Obrero / Œil Ouvrier), d'artistes et militants de la culture (Frente de Artistas / Front des Artistes), de femmes travailleuses (Plenario de Trabajadoras / Plénière des Travailleuses) et de collectif LGBTI (Agrupación 1969 / Groupement 1969).

### Publications
La principale publication du PO est Prensa Obrera / Presse Ouvrière, l'organe central du Parti, qui parait de façon hebdomadaire et tire à 15 000 exemplaires. Cet organe a la fonction d'être le diffuseur principal de ses idées et analyses. Le numéro 1000 de ce journal a paru en décembre 2007. Le 3 décembre 2019 a commencé à circuler Politica Obrera / Politique Ouvrière, publication éditée par la Tendance qui s'est formé au sein du parti pendant la crise interne de 2019.
Il faut de plus tenir compte de quelques parutions irrégulières : la revue de discussion théorique En défense du Marxisme et la publication internationale L'Ouvrier international, ainsi que de nombreux bulletins, pamphlets et manifestes.

### Syndicalisme
Le Parti ouvrier dirige l'Association syndicale des enseignants, le principal syndicat enseignant de l'Université de Buenos Aires. Il prend aussi part à la direction de Sitraic (Syndicat des Travailleurs de l'Industrie de la Construction et Affilié), un syndicat de combat qui fait face à la direction de la Uocra (Union Ouvrière de la Construction de la République Argentine). Il dirige aussi le SUTNA (Syndicat unique des travailleurs du pneumatique argentin) appartenant à la CTA des travailleurs depuis l'année 2016.
Il organise aussi de nombreux regroupements de travailleurs, à portée régionale et nationale. Dans les syndicats enseignants, il développe le courant Tribuna Docente, qui participe à la direction de sections de SUTEBA-CTERA et développe également  une importante activité dans l'UTE-CTERA, l'ATEN-CTERA, l'ADOSAC-CTERA, l'UEPC-CTERA et les Enseignants Auto-Organisés de Salta.
Dans les syndicats des transports, l'UTA, il participe à divers secteurs comme Ecotrans, Subte (Metrovías), Ligne 168 et Ligne 60 avec des groupements par entreprise et le Groupement Classiste du Transport au niveau national.
Le PO a une longue tradition dans les corps de métier des graphistes, avec des délégués dans diverse usines et le groupement Graphiste Orange, principale opposition à la direction du syndicat; il est le premier courant de lutte dans le syndicat de la presse (UTPBA) à travers la Presse Orange. Il organise la Téléphonie Orange dans le syndicat FOETRA.
Ses autres groupements sont Tribune de la Santé, Fibre Ouvrière, aujourd'hui Télévision Orange, le Groupement Combatif du Commerce et la liste Orange des enseignants universitaires. En plus, le Parti Ouvrier a une présence chez les forains du Parc Centenaire, chez les fonctionnaires de l'état, des provinces et des municipalités (Tribune des Fonctionnaires et Fonctionnaires en Lutte et De l'État en Lutte), ches les peintres, les éboueurs, et autre.

### Jeunesses

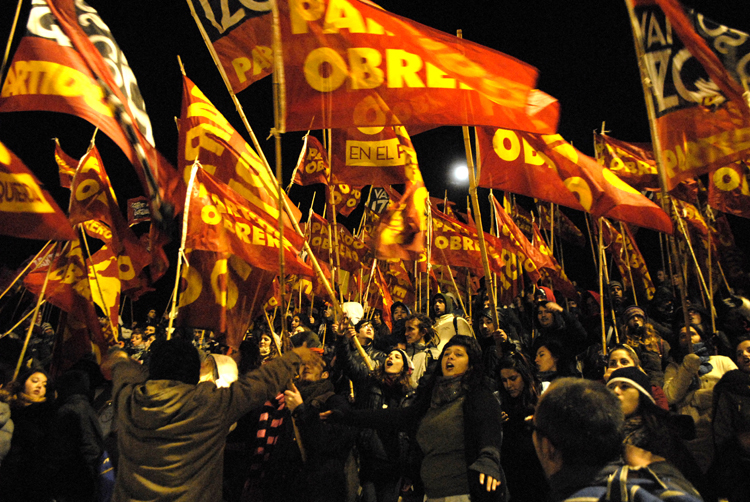
Jeunes du PO.

En décembre 1972 se crée l'Union des Jeunes pour le Socialisme (UJS), après que la Tendance Étudiante Révolutionnaire Socialiste (TERS) ait fusionner avec les Cercles des Jeunes des Quartiers dans un Congrès qui a rassemblé plus de 1 000 assistants dans la Faculté d'Architecture de l'Université Nationale de Cordoba.
Pendant la décennie 1990, l'UJS a joué un grand rôle dans la lutte contre la Loi Fédérale d'Éducation et la Loi sur l'Éducation Supérieure, en particulier depuis les divers centres d'étudiants du secondaire (Collège national de Buenos Aires).
Avec la rébellion des 19 et 20 décembre, le PO fait des progrès dans la jeunesse et augmente son nombre de militants, accroissant l'influence politique de l'UJS dans divers établissements éducatifs. En particulier, il triomphe dans la Fédération Universitaire de Buenos Aires, où le Parti Ouvrier occupe de façon exclusive la présidence en 2009, après l'avoir partagée auparavant avec diverses organisations de gauche, et à partir de 2010 l'occupe conjointement avec le Courant Universitaire Julio Antonio Mella,. Il intègre en 2018 à cette coalition les courants de La Cámpora et Nouvelle Rencontre à la vice-présidence. Le Parti Ouvrier est l'unique force de gauche présente dans toutes les facultés, et la force politique majeure dans toutes les UBA. Cela est du non seulement à sa direction des divers centres étudiants et à sa majorité chez les délégués de la FUBA, mais aussi à sa présence parmi les personnels enseignants et non-enseignants (il dirige la Commission Interne de la Faculté de Sciences Sociales et de l'École Carlos Pellegrini).

## Histoire

### Origines
En 1964, un groupe de jeunes trotskystes se sépare de Reagrupar (qui était une scission du Mouvement de la Gauche Révolutionnaire d'Argentine) et décide de fonder le journal Politique ouvrière. Sa caractérisation de la situation observait l'épuisement historique du capitalisme et sa tendance à causer des catastrophes, et le problème historique de la crise de la direction révolutionnaire du prolétariat que Léon Trotsky avait posé dans le Programme de Transition.

### Après la dictature
À la fin de la dictature militaire en 1983, l'organisation Politique Ouvrière se transforma en parti et se présenta aux élections présidentielles la même année, avec le duo Gregorio Flores - Catalina Guagnini, obtenant 13.067 votes (0,09 %).
Dans les élections présidentielles de 2007, le parti a obtenu 116.688 votes (0,61 %).
Pendant le premier semestre de 2007, le PO a participé, entre autres luttes, aux principaux mouvements d'enseignants, à Neuquén, Salta et Santa Cruz. Il a dirigé la lutte du collège secondaire Carlos Pellegrini, en intervenant depuis la présidence du Centre des Étudiants (FEL / PO et indépendants) et la direction de l'Association Syndicae des Enseignants, en réclamant la démocratisation des organes de gestion universitaires et une augmentation du budget pour l'Éducation. En 2008, il a dirigé la lutte étudiante du Collège National de Buenos Aires, depuis la présidence du Centre (FEL).
Le 20 octobre 2008, la Junte Électorale de Buenos Aires a déclaré l'expiration de l'existence juridique du parti dans la Province de Buenos Aires, car il n'avait obtenu que 2 % des votes requis aux deux dernières élections. Le parti a pourtant, dans les élections législatives de 2008, présenté des candidats sous le nom alternatif de Politique ouvrière, en obtenant autour de 77.200 votes, ce qui a représenté 1,1 % des votes. Dans la ville de Buenos Aires, il a réuni 12 400 suffrages et 0,7 % des votes. Son meilleur résultat dans ces comices a été dans la province de Salta, obtenant 35.163 votes et 7,32 % des suffrages
En 2011, il a conclu avec le Parti des travailleurs socialistes et la Gauche Socialiste un accord pour former un front électoral, le Front de Gauche et des Travailleurs.
Dans les élections de 2013, le FIT a réuni au niveau national un total de 1.200.000 votes, gagnant ainsi 3 députés nationaux (Buenos Aires, Salta, Mendoza) quelques sénateurs et conseillers. À Salta, le Parti Ouvrier a gagné 27 % des voix. Néstor Pitrola et Pablo López ont été élus députés nationaux.

#### Compte rendu électoral

##### Élections présidentielles
| Année | Candidats                         | Premier tour | Premier tour | Résultat      | Coalition                                  |
| Année | Candidats                         | Votes        | % Votes      | Résultat      | Coalition                                  |
| ----- | --------------------------------- | ------------ | ------------ | ------------- | ------------------------------------------ |
| 1983  | Gregorio Flores-Catalina Guagnini | 13.067       | 0,09         | Non élu (12°) | Sans alliances                             |
| 1989  | Jorge Altamira-Gregorio Flores    | 45.763       | 0,28         | Non élu(8°)   | Sans alliances                             |
| 1995  | Jorge Altamira-Norma Molle        | 32.299       | 0,19         | Non élu (8°)  | Front Uni des Travailleurs-Ouvriers        |
| 1999  | Jorge Altamira-Pablo Rieznik      | 113.916      | 0,60         | Non élu (6°)  | Sans alliances                             |
| 2003  | Jorge Altamira-Eduardo Salas      | 139.402      | 0,72         | Non élu (9°)  | Sans alliances                             |
| 2007  | Néstor Pitrola-Gabriela Arroyo    | 116.688      | 0,61         | Non élu (9°)  | Sans alliances                             |
| 2011  | Jorge Altamira-Christian Castillo | 503.372      | 2,30         | Non élu (6°)  | Front de Gauche et des Travailleurs        |
| 2015  | Nicolás del Caño-Myriam Bregman   | 812.530      | 3,23         | Non élu (4°)  | Front de Gauche et des Travailleurs        |
| 2019  | Nicolás del Caño-Romina del Plá   | 579.197      | 2,16         | Non élu (4°)  | Front de Gauche et des Travailleurs-Unifié |

### L'affaire Mariano Ferreyra

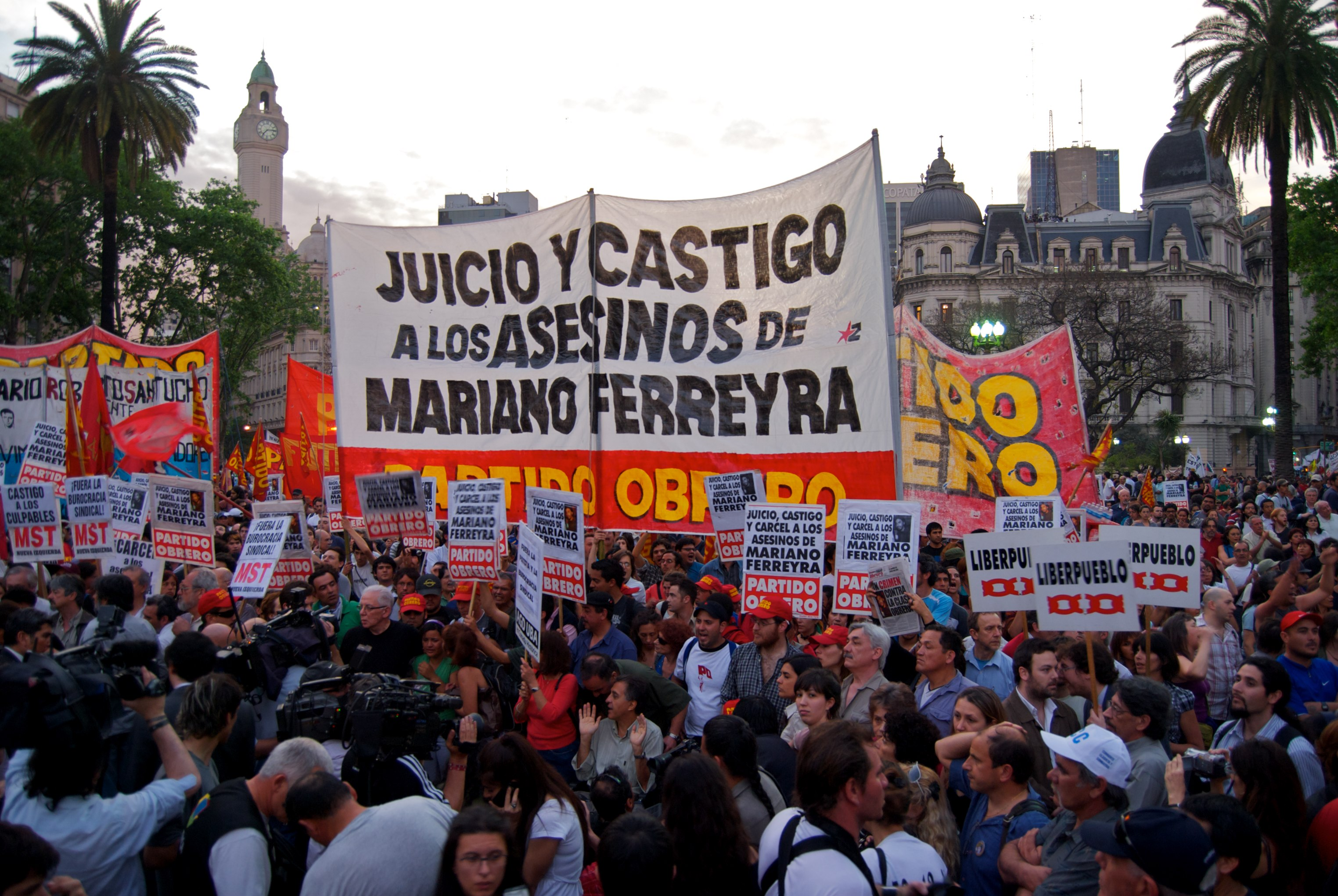
Drapeau du PO dans la mobilisation du 21 octobre 2010.

Le 20 octobre 2010, un militant du Parti Ouvrier de 23 ans, Mariano Ferreyra (es), a été assassiné par des bureaucrates syndicaux de l'Union Ferroviaire alors qu'il soutenait une manifestation d'employés qui avaient été licenciés. Ce meurtre a provoqué des mobilisations dans les diverses villes du pays, avec une participation proche de cent mille personnes. Dix membres de l'Union Ferroviaire ont été incarcérés, entre autres son secrétaire général José Ángel Pedraza (es), accusé de diriger une clique illicite pour perpétrer des crimes.

### Crise interne de 2019
En 2019, une sérieuse crise interne a ébranlé le parti. Elle se base sur l'analyse stratégique de l’étape politique en cours, et oppose deux groupes, l'un dirigée par des dirigeants historiques comme Jorge Altamira et Marcelo Ramal (es), l'autre conduite par d'autres dirigeants de longue date, comme Gabriel Solano (es), Néstor Pitrola (es) et Romina Del Plá, ce dernier groupe gardant le contrôle du Comité Central.
Le parti est entré en crise le 29 juin, lorsque le Comité Central (CC), intégré par, entre autres, Solano, Pitrola et Romina Del Plá a émis un communiqué publié sur son site web intitulé "Altamira et son groupe scissionnent du Parti Ouvrier". La dite publication fait connaitre que le 12 juin, un groupe de militants et de dirigeants du parti (parmi lesquels se trouvent Altamira et Ramal) ont rédigé et envoyé aux autorités du parti un document dans lequel ils sollicitent la constitution d'une fraction publique au sein de l'organisation. Cela a été compris par le Comité Central comme une rupture des membres de la fraction avec l'organisation. Ramal, dans une note publiée par INFOnews a nié cette interprétation du CC et a affirmé «ils prétendent nous exclure du Parti et nous attribuer cette décision pour ne pas être attaqués». Le lendemain paru une déclaration signée par Altamira, Ramal, et d'autres militants et dirigeants syndicaux du PO intitulé "Arrêtons la tentative de liquider au Parti Ouvrier". Elle informe que l'assemblée qui a produit le document demandant la fraction a rassemblé 372 militants et était soutenu par presque 800 et que, par conséquent, il n'est pas possible de «priver du droit d'opinion ces militants, qui agissent dans le cadre de l'unité d'action du Parti Ouvrier dans la lutte quotidienne contre le capital et son État, et contre l'impérialisme mondial».
Le 1er juillet, le journal Pagina/12 a publié les documents complets des deux factions, comprenant les 800 signatures des militants qui avaient adhéré à la fraction publique à cette date.

La tension a augmenté dans les jours suivants, le groupe officiel a donné une conférence de presse le 3 juillet au siège central du parti, le groupe dissident l'ayant faite le jour d'avant dans la salle de réunion de l'Hôtel BAUEN (es), un hôtel occupé par ses travailleurs et qui fonctionne en coopérative. Dans les jours suivants, la situation a eu d'amples répercussion médiatique dans le pays, faisant la une des principaux quotidien nationaux et locaux. 
La décision du CC a été critiquée par de nombreux militants du parti, même non membres de la fraction publique, qui ont dénoncé les mesures de suspension des droits de membres, demandant la réintégration des sections régionales de Tucuman, Salta et Santa Fe Capitale (qui ont été complètement expulsée de l'organisation),,,.
Alejandro Crespo, secrétaire général du Syndicat Unique des Travailleurs du Pneumatique d'Argentine (SUTNA), a dans un communiqué commun avec d'autres dirigeants de ce syndicat manifesté un « profond désaccord avec les faits et les méthodes appliqués par la direction, particulièrement depuis samedi. Ce n'est pas le mode de fonctionnement, selon notre opinion, que doit avoir un parti qui a comme tâche l'organisation consciente de la classe ouvrière ».
Le 2 juillet, le Comité Central a décidé de solliciter la justice fédérale pour intervenir dans la situation du Parti dans la province de Tucuman, province qui s'est majoritairement aligné avec la fraction publique. Le dirigeant provincial Daniel Blanco a dénoncé le vol des biens de l'organisation du siège provincial par le CC.

#### Répercussions internationales
En dehors du pays, le Parti des Travailleurs uruguayen (membre du même groupement international que le PO, la CRQI) a été la première organisation qui s'est prononcé à ce sujet, dans une déclaration intitulée "Camarades du Parti Ouvrier", signé par son Comité Central le 2 juillet. Elle affirme son soutien au droit d'existence d'une fraction publique dans le PO en rappelant l'existence de fraction dans d'autres formations historique du mouvement ouvrier, comme la Ligue Spartakiste, la fraction Bolchevique du POSDR et l'Opposition de Gauche du PCUS, et critique ouvertement la direction du PO dans sa décision de penser la demande de fraction cmme une sortie du parti. Le texte analyse les contradictions des arguments officiels; il qualifie enfin de "bureaucratique" les méthodes choisis pour traiter le processus et demande au CC du PO à «revoir sa décision, donner toutes les garanties statutaires à ses militants et défendre l'unité du parti». Le texte conclut en informant que les organisations de la CRQI sollicitent une réunion urgente pour débattre du sujet et sont disposées à intervenir pour éviter la rupture du parti.

##### La réunion d'Athènes
Le 23 juillet 2019 s'est tenue à Athènes, entre les quatre partis principaux de la CRQI, une réunion pour traiter le sujet de la crise du PO argentin. À cet événement ont assisté trois représentant du Comité Central (Rafael Santos, Juan García et Guillermo Kane) et deux de la fraction publique (Marcelo Ramal et Jacyn) ; ont intégré la réunion des représentants de tous les partis européens membres de la CRQI: le DIP de Turquie, l'EEK grec et le ML finlandais. La réunion s'est conclue sans accord entre les factions, et le Comité Central a fait paraître un article le lendemain dénonçant la fraction publique comme responsable de cet échec.

## Refondation de la Quatrième Internationale
Le Parti Ouvrier soutient la critique du stalinisme et l'impossibilité d'arriver au socialisme dans un seul pays, envisageant donc la révolution socialiste comme tâche du prolétariat international. Donc, le PO aborde la tâche de refonder la Quatrième Internationale comme parti révolutionnaire de la classe ouvrière dans le monde entier.
En 1973, après avoir établi des relations avec le dirigeant trotskyste français Pierre Lambert et son organisation l'OCI, PO a fondé, avec l'OCI et le Parti Ouvrier Révolutionnaire de Bolivie, le Comité d'Organisation par la Reconstruction de la Quatrième Internationale (CORQI). Cette expérience a duré cinq ans.
Il fait actuellement partie de la Coordination pour la Refondation de la Quatrième Internationale, dont l'organe de diffusion est le journal L'Ouvrier International. Sont sections de la CRQI: l'EEK (en Grèce), le PT (en Uruguay), le DIP (en Turquie), leGAR (au Mexique), entre autres.
Le Parti Ouvrier a mené à terme diverse campagnes de solidarité internationale tout au long de son histoire. Les plus récentes sont le soutien à la rébellion grecque de 2008, à la rébellion bolivienne de 2019, et les nombreuses marche en soutien au peuple palestinien,.